# Văn hóa Hà Nội
Hà Nội là một trong những trung tâm văn hóa lớn nhất ở Việt Nam. Trên địa bàn thành phố tập trung rất nhiều thư viện, bảo tàng, nhà hát cũng như các di tích lịch sử, danh lam thắng cảnh. Các hoạt động biểu diễn nghệ thuật ở Hà Nội cũng diễn ra rất sôi nổi và đa dạng.

## Cung văn hóa
Cung văn hóa là nơi vừa tổ chức các hoạt động biểu diễn nghệ thuật, vừa tổ chức các sinh hoạt văn hóa cho cộng đồng như các lớp học nghệ thuật, các cuộc thi về văn hóa. Cung văn hóa lớn nhất của Hà Nội là Cung văn hóa hữu nghị Hà Nội (hay còn gọi là Cung văn hóa hữu nghị Việt Xô ). Ngoài ra Hà Nội còn một số cung văn hóa khác:
- Cung văn hóa thiếu nhi (bao gồm cả rạp Khăn quàng đỏ) [3]
- Cung văn hóa thanh niên nằm trên phố Tăng Bạt Hổ

## Nhà hát

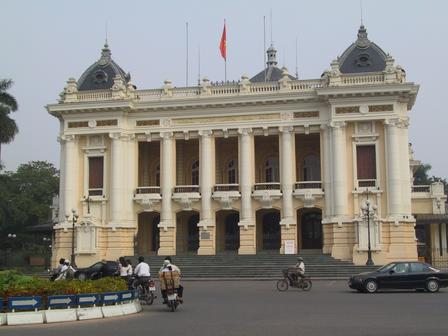
Nhà hát Lớn Hà Nội

Nhà hát lớn nhất Hà Nội là Nhà hát lớn Hà Nội (thời xưa gọi là Nhà hát Tây), nơi tổ chức các buổi hòa nhạc hoặc các buổi biểu diễn lớn. Ngoài ra thành phố cũng còn rất nhiều địa điểm biểu diễn nghệ thuật ở Hà Nội:
- Nhà hát chèo Trung ương
- Nhà hát múa rối Trung ương
- Nhà hát Trẻ
- Nhà hát tuồng Hà Nội
- Rạp Công nhân
- Rạp Hồng Hà

## Rạp chiếu phim
- Trung tâm chiếu phim Quốc gia
- Rạp Dân chủ
- Rạp Tháng Tám
- Rạp Tuổi trẻ
- Rạp Ngọc Khánh
- Rạp Megastar Vincom

## Thư viện
Thư viện lớn nhất Hà Nội và cũng là lớn nhất cả nước là Thư viện Quốc gia Việt Nam nằm trên đường Tràng Thi. Ngoài ra, Hà Nội còn nhiều thư viện khác:
- Thư viện Hà Nội
- Thư viện Khoa học Kỹ thuật
- Thư viện Khoa học Xã hội

## Truyền thông

### Báo chí
Hà Nội là nơi đặt trụ sở của các cơ quan báo chí lớn thuộc các cơ quan đảng và chính phủ, và một số cơ quan khác:
- Báo Bóng đá
- Báo Công thương
- Báo Đại Đoàn Kết
- Báo Đời sống và Pháp luật
- Báo điện tử VnExpress
- Báo Giao thông Vận tải
- Báo Hà Nội mới
- Báo Lao động
- Báo Nhân dân
- Báo Nhi Đồng
- Báo Nông thôn Ngày nay
- Báo Phụ nữ Việt Nam
- Báo Quân đội nhân dân
- Báo Tiền Phong
- Báo Tuổi trẻ Thủ đô
- Thông tấn xã Việt Nam
- Và một số cơ quan báo chí khác ...

### Phát thanh và truyền hình
Về phát thanh, ngày 7 tháng 9 năm 1945, Đài Tiếng nói Việt Nam bắt đầu phát sóng với nhạc hiệu Diệt phát xít của Nguyễn Đình Thi. Ngày 14 tháng 10 năm 1954, Đài Tiếng nói Việt Nam bắt đầu phát sóng chính thức, phục vụ nhu cầu thông tin của khán thính giả khu vực Hà Nội và các tỉnh lân cận. Ngày 1 tháng 10 năm 1977, Đài phát thanh Hà Nội (nay là Đài Phát thanh truyền hình Hà Nội) chính thức phát sóng. Hiện nay Đài Tiếng nói Việt Nam đang phát sóng 7 kênh phát thanh gồm VOV1, VOV2, VOV3, VOV4, VOV5, VOV6, VOV Giao thông, VOV FM 89, VOV Tiếng Anh 24/7, Đài phát thanh truyền hình Hà Nội phát sóng kênh FM 90, FM 96 và FM 98.9 - JOY FM, đáp ứng nhu cầu nghe thông tin và giải trí của khán thính giả thủ đô và cả nước.
Về truyền hình, ngày 7 tháng 9 năm 1970, chương trình truyền hình đầu tiên của Đài Tiếng nói Việt Nam lên sóng trên kênh 11 VHF. Năm 1976, chương trình truyền hình của Đài Tiếng nói Việt Nam bắt đầu phát sóng hàng ngày. Năm 1979, Đài Phát thanh - Truyền hình Hà Nội chính thức phát sóng truyền hình (ban đầu chỉ là một chương trình truyền hình phát sóng trên truyền hình trung ương). Năm 1987, Đài Truyền hình Việt Nam, Đài Tiếng nói Việt Nam và Thông tấn xã Việt Nam bắt đầu tách ra, chương trình của VTV bắt đầu phát sóng màu. Năm 1991, kênh VTV1 được phát sóng qua vệ tinh, những năm sau đó lần lượt các kênh VTV2, VTV3... ra đời, Đài Truyền hình Việt Nam từng bước đổi mới công nghệ kỹ thuật, sản xuất chương trình phục vụ khán giả không chỉ thủ đô mà còn ở cả nước và các nước trên thế giới. Đài Phát thanh truyền hình Hà Nội bắt đầu phát sóng liên tục từ cuối năm 1997, năm 2007 phát sóng thử nghiệm kênh thứ 2 của đài trên kênh tần số 49 UHF truyền hình analog, đến năm 2008 khi Hà Tây sát nhập vào Hà Nội, đài mới phát sóng thêm kênh thứ 2. Ngoài ra tại Hà Nội còn có các cơ quan truyền hình khác như Thông tấn xã Việt Nam, Phát thanh - Truyền hình Quân đội, Truyền hình Quốc Hội, Đài Tiếng nói Việt Nam (Phòng truyền hình (VOVTV) và Đài Truyền hình kỹ thuật số VTC)...

### Lĩnh vực xuất bản
Hà Nội là nơi quy tụ của các nhà xuất bản lớn, chiếm phần lớn số lượng sách không chỉ ở thủ đô mà còn trên cả nước, có thể kể đến như Nhà xuất bản Trẻ, Bách Khoa Hà Nội, Chính trị quốc gia sự thật,... Các trung tâm sách và các cửa hàng sách xuất hiện nhiều và hiện đại hơn ở đây.

## Viện bảo tàng
- Viện Bảo tàng Cách mạng Việt Nam
- Bảo tàng Chiến thắng B52
- Bảo tàng Dân tộc học Việt Nam
- Bảo tàng Hồ Chí Minh

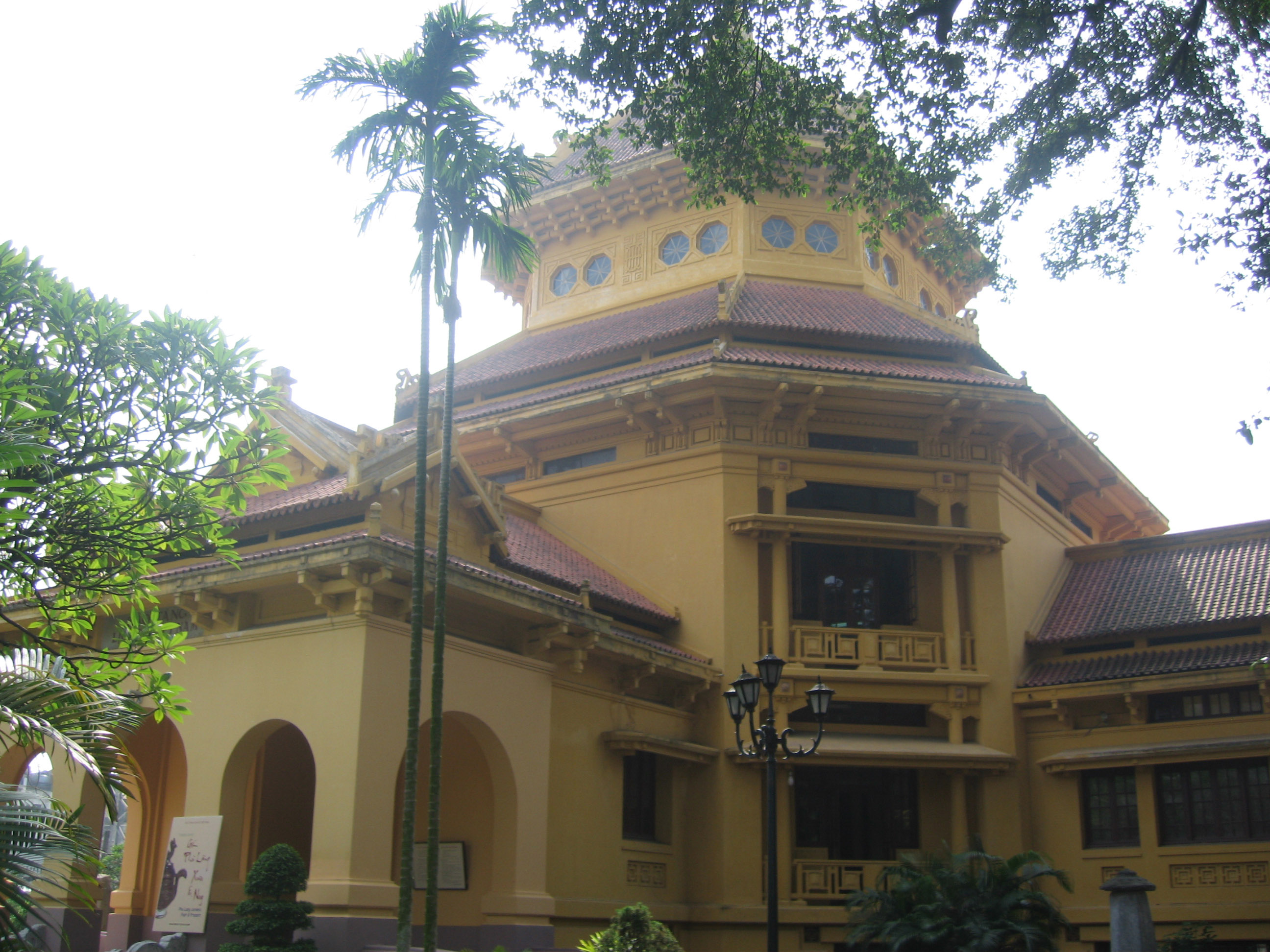
Bảo tàng lịch sử Việt Nam

- Viện Bảo tàng Lịch sử Quân sự Việt Nam (trước là Viện Bảo tàng Quân đội)
- Bảo tàng Lịch sử Việt Nam
- Bảo tàng Mỹ thuật Việt Nam
- Bảo tàng Phụ nữ Việt Nam

## Ứng xử
Nhìn chung người Hà Nội thường có tính tự hào về xuất xứ của mình là người Hà Nội. Cùng với thành phố Huế (thành nội) thì Hà Nội là một trong hai địa phương mà cư dân gốc có tính tự tôn địa danh rất cao.
Chẳng thơm cũng thể hoa nhài
Dẫu không thanh lịch cũng người Tràng An.
Tuy là thủ đô, trung tâm văn hóa của Việt Nam, nhưng một số sự kiện văn hóa tổ chức ở Hà Nội đã xảy ra nhiều sự việc đáng chú ý, điển hình là vụ tàn phá hoa của người Hà Nội tại Lễ hội hoa anh đào diễn ra giữa thủ đô năm 2008, hay những hành động thiếu ý thức, kém văn minh và đáng xấu hổ tại Lễ hội phố hoa Hà Nội vào Tết Dương lịch 2009 tổ chức tại hồ Hoàn Kiếm. Nhà văn Băng Sơn phát biểu: "Tôi cảm thấy buồn và xấu hổ. Người Hà Nội làm xấu Hà Nội đi. Bao nhiêu năm hội hoa ở Đà Lạt, ở TP HCM mà không phải làm hàng rào vẫn giữ được cho đến ngày cuối cùng". Những vụ việc trên đã dấy lên làn sóng phản đối mạnh mẽ từ dư luận cả nước trên các phương tiện thông tin đại chúng, đặt câu hỏi lớn về "văn hóa người Tràng An" trong thời đại ngày nay. 
 Có nhiều ý kiến nhận xét lối cư xử nhã nhặn, thanh lịch của người Hà Nội đang mất dần, thay vào đó là cách cư xử xô bồ, tục tĩu, huỵch toẹt, thiếu văn hóa nhất là ở giới trẻ Hà Nội. Thậm chí còn có nhận xét "Người Hà Nội chửi bậy như hát hay, khó sửa!". Thực tế, làn sóng nhập cư mạnh mẽ từ các vùng miền đổ về Hà Nội đã làm xấu đi hình ảnh của thủ đô. Cư dân từ các địa phương di cư đến Hà Nội, mang theo văn hoá vùng làng quê, mà không chịu khó trau dồi học hỏi nét thanh lịch của người Tràng An, khiến vùng đất Hà Nội ngày nay trở nên xô bồ, bát nháo 

## Hà Nội trong văn học, nghệ thuật
Có nhiều tác phẩm văn học, nghệ thuật được sáng tác với chủ đề về chính Hà Nội và con người Hà Nội.

### Âm nhạc
- Bài ca Hà Nội - Nhạc và lời: Vũ Thanh
- Em ơi, Hà Nội phố - Nhạc: Phú Quang, Lời: thơ Phan Vũ
- Gửi người em gái - Nhạc và lời: Đoàn Chuẩn
- Hà Nội đêm trở gió - Nhạc: Trọng Đài, Lời: Chu Lai - Trọng Đài
- Hà Nội mùa thu - Nhạc và lời: Vũ Thanh
- Hà Nội mùa vắng những con mưa - Nhạc: Trương Quý Hải, Lời: dựa thơ Bùi Thanh Tuấn
- Hà Nội ngày trở về - Nhạc: Phú Quang, Lời: Doãn Thanh Tùng
- Hà Nội niềm tin và hy vọng - Nhạc và lời: Phan Nhân
- Hà Nội và tôi - Nhạc và lời: Lê Vinh
- Hà Nội và tôi - Nhạc và lời: Trần Thiện Thanh
- Khúc hát người Hà Nội - Nhạc và lời: Trần Hoàn
- Người Hà Nội - Nhạc và lời: Nguyễn Đình Thi
- Nhớ mùa thu Hà Nội - Nhạc và lời: Trịnh Công Sơn
- Nhớ về Hà Nội - Nhạc và lời: Hoàng Hiệp
- Hà Nội ngày tháng cũ - Nhạc và lời: Song Ngọc
- Hướng về Hà Nội - Nhạc và lời: Hoàng Dương
- Nỗi lòng người đi - Nhạc và lời: Anh Bằng
- Mưa Sài Gòn, mưa Hà Nội - Nhạc và lời: Phạm Đình Chương
- Phố nghèo - Nhạc và lời: Trần Tiến
- Một thoáng Hồ Tây của Phó Đức Phương
- Hà Nội, tình yêu của tôi của Văn Dung
- Khúc hát người Hà Nội Trần Hoàn
- Hà Nội và tôi Lê Vinh

### Văn học
- Hà Nội phố - thơ của Phan Vũ
- Phố - tiểu thuyết của Chu Lai
- Sống mãi với thủ đô - tiểu thuyết của Nguyễn Huy Tưởng
- Hà Nội ba mươi sáu phố phường - Tạp bút của Thạch Lam
- Thương nhớ 12 - tạp ghi của Vũ Bằng
- Nỗi buồn chiến tranh - Bảo Ninh (một vài chương)

### Điện ảnh
- Em bé Hà Nội - Đạo diễn: Hải Ninh
- Hà Nội mùa đông năm 46 - Đạo diễn: Đặng Nhật Minh
- Mùa hè chiều thẳng đứng - Đạo diễn Trần Anh Hùng